# ويلفورد وايت
ويلفورد وايت (بالإنجليزية: Wilford White)‏ هو لاعب كرة قدم أمريكية أمريكي، ولد في 26 سبتمبر 1928 في ميسا في الولايات المتحدة، وتوفي في 1 أغسطس 2013 في فينيكس في الولايات المتحدة.

## وصلات خارجية
- ويلفورد وايت على موقع مرجع كرة القدم المحترفة.كوم (الإنجليزية)